# Оберучев, Константин Михайлович
Константин Михайлович Оберучев (4 июня 1864— 29 сентября 1929) — генерал-майор, революционер. Брат генерала Н. М. Оберучева.

## Биография
Закончил Михайловское артиллерийское училище, Михайловскую артиллерийскую академию. В 80-е гг. XIX в. был близок к народникам. С 1889 по 1906 гг. на военной службе, служил на Киевском артиллерийском полигоне. В мае 1899 г. полковник Оберучев посетил форт Александровский где занимался сбором сведений о Т. Г. Шевченко. Командир артиллерийской бригады.
В 1906 г. вышел в отставку, проживал в Киеве, занимался публицистической и общественной деятельностью. Принимал участие в кооперативном движении, делегат II кооперативного съезда в Киеве. Социалист-революционер. В 1913 г. за революционную деятельность выслан за границу. Проживал в Швейцарии, сотрудничая с различными общественными организациями, занимавшимися организацией помощи русским военнопленным. 1-й секретарь Центрального комитета помощи российским гражданам, застигнутых войной за границей.
В январе 1917 года вернулся в Россию. По прибытии в Киев был арестован. После Февральской революции 1917 г. освобождён. Исполкомом совета общественных организаций был выбран военным комиссаром Киевского военного округа. В 1917 г. произведен в генералы и назначен Временным правительством командующим войсками Киевского военного округа. В июле 1917 принимал участие в подавлении восстания полуботковцев.
В сентябре 1917 г. делегирован на Международную конференцию по обмену военнопленными в Копенгаген. После Октябрьской революции отказался от предложения Советского правительства занять пост в военном ведомстве и остался в эмиграции.
Проживал в США, где являлся председателем Фонда помощи русским писателям и учёным, одним из основателей и преподавателей Русского народного университета в Нью-Йорке; представитель Административного центра внепартийного объединения в Нью-Йорке.

## Сочинения
- О пребывании Т. Г. Шевченко в Новопетровском укреплении.
- Офицеры в русской революции. 1918.
- «В дни революции: воспоминания участника великой русской революции 1917-го года». Нью-Йорк. 1919.
- «Советы и Советская власть в России». Нью-Йорк. 1919.
- Воспоминания. Нью-Йорк. 1930.
- Soviets vs. Democracy (1919)
- Den stora ryska revolutionnen, 1917. 1918.

## Архивные материалы
- В ГАРФ имеется личный фонд Оберучева. Запись в каталоге
- Часть бумаг Оберучева хранится в коллекции Б. И. Николаевского в Гуверовском институте. Запись в каталоге.
- Оберучев, Константин Михайлович. // Проект «Русская армия в Великой войне».